# Meride
Meride é uma comuna da Suíça, no Cantão Tessino, com cerca de 322 habitantes. Estende-se por uma área de 7,48 km², de densidade populacional de 43 hab/km². Confina com as seguintes comunas: Arzo, Besano (IT-VA), Brusino Arsizio, Porto Ceresio (IT-VA), Riva San Vitale, Saltrio (IT-VA), Tremona, Viggiù (IT-VA).
A língua oficial nesta comuna é o Italiano.